# Myophonus insularis
Myophonus insularis é uma espécie de ave da família Turdidae.
Pode ser encontrada nos seguintes países: China e Taiwan.
Os seus habitats naturais são: regiões subtropicais ou tropicais húmidas de alta altitude.